# Атомэнергопроект (Санкт-Петербург)
ОАО «СПбАЭП», также известный как петербургский «Атомэнергопроект», — предприятие государственной корпорации по атомной энергии «Росатом», занимающееся проектированием и строящее объекты атомной энергетики «под ключ» на российском и зарубежных рынках.

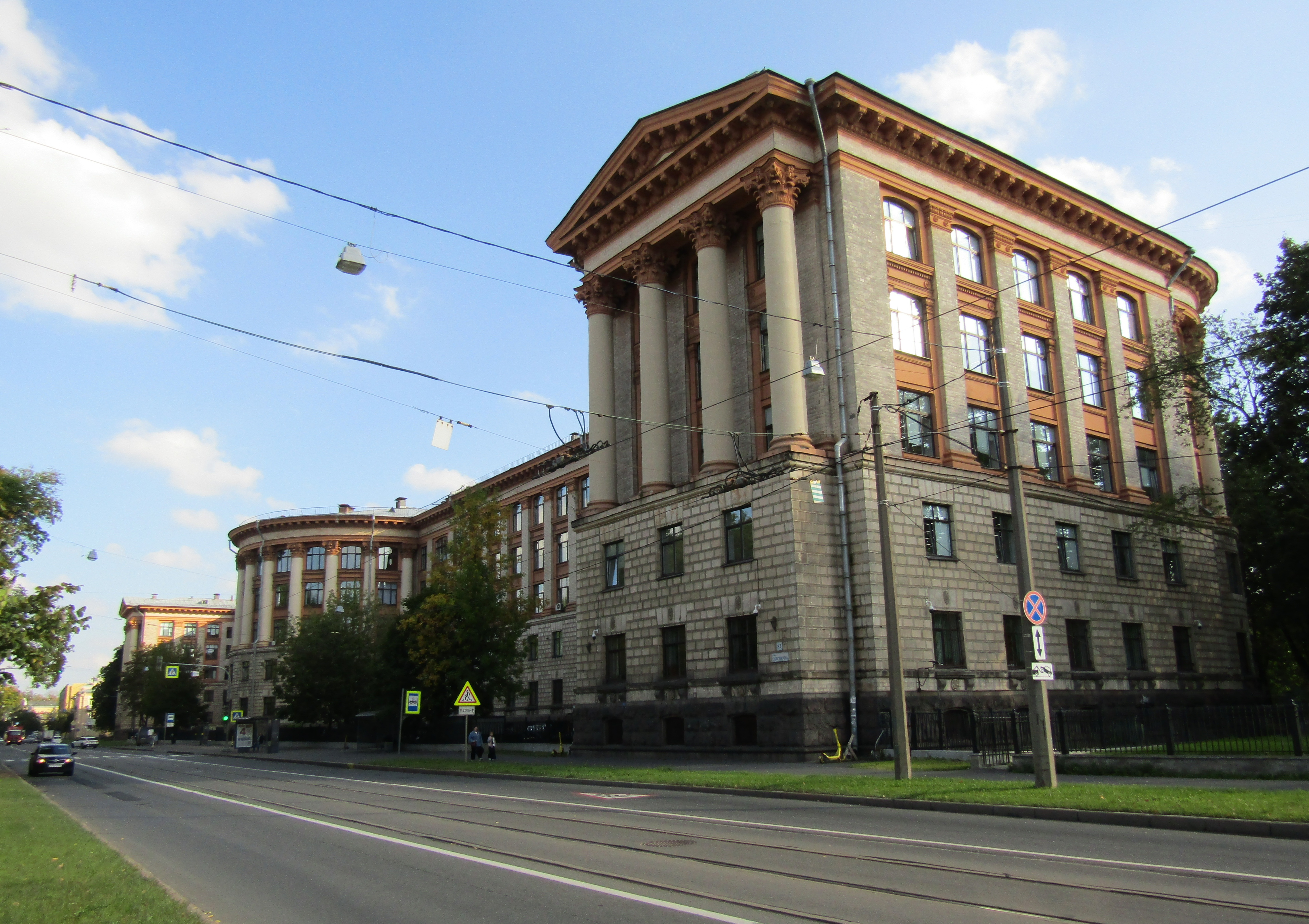
Здание «Атомэнергопроекта» на улице Савушкина

В 2014 году решением единственного акционера — ОАО «Атомэнергопром» — институт был объединён с ОАО «Головной институт „ВНИПИЭТ“» в новое предприятие, получившее название АО «АТОМПРОЕКТ».

## История
ОАО «СПбАЭП» — одна из старейших проектных организаций российской атомной отрасли, которая ведёт своё начало от института «Теплоэлектропроект», задачей которого было воплощение в жизнь плана ГОЭЛРО.
За 80 лет ОАО «СПбАЭП» спроектировал 118 электростанций, из них 18 атомных: от создания машинного зала для первой в мире атомной электростанции в Обнинске в 1954 году до проектирования Тяньваньской АЭС в Китае.
По проектам СПбАЭП введены в эксплуатацию Кольская АЭС и Белоярская АЭС в России, АЭС Богунице и АЭС Моховце в Словакии, АЭС Дукованы и Темелин в Чехии, АЭС Ловийса в Финляндии.
В 2008 году СПбАЭП становится инжиниринговой компанией, а 1 июля 2008 года — открытым акционерным обществом. 100 % акций предприятия было передано ОАО «Атомэнергопром», консолидирующему предприятия гражданской части атомной отрасли России. Инжиниринговой компании «СПбАЭП» принадлежал также контрольный пакет акций ОАО «Северное управление строительства» (ОАО «СУС») и ОАО «Управление промышленных предприятий».
В августе 2012 года был начат процесс объединения СПбАЭП и "Головного института «ВНИПИЭТ». В июне следующего года единственный акционер обеих компаний — ОАО «Атомэнергопром» — принял решение о реорганизации предприятий путём присоединения «СПбАЭП» к «ВНИПИЭТ». По словам директора Атоэнергопрома Кирилла Борисовича Комарова, реогранизация проведена с целью глобализации бизнеса для повышения конкурентоспособности компаний на внутреннем и внешнем рынках. В 2014 году процесс был завершён созданием объединённой компании АО «АТОМПРОЕКТ».

## Деятельность
ОАО «СПбАЭП» оказывает широкий спектр проектно-изыскательских, строительно-монтажных и пусконаладочных работ по сооружению атомных электростанций.

### Научная деятельность
Предприятие выполняет научно-исследовательские и опытно-конструкторские работы для проектируемых и действующих объектов атомной энергетики. Основными направлениями являются:
- разработка концепции безопасности проектируемых АЭС и обоснование проектов модернизации действующих АЭС;
- разработка методических основ и компьютерных кодов для обоснования проектных решений и выполнения анализов безопасности;
- расчетно-экспериментальные обоснования локализующих систем, систем безопасности и систем управления запроектными авариями, включая тяжёлые аварии;
- выполнение детерминистических и вероятностных анализов безопасности;
- комплекс научно-исследовательских работ, направленных на решение вопросов по повышению экономичности блоков АЭС с ВВЭР;
- анализ радиационных и техногенных воздействий АЭС на окружающую среду;
- разработка нестандартного оборудования для вспомогательных систем АЭС, систем безопасности и систем управления запроектными авариями;
- разработка виртуальных моделей энергоблоков для отработки проектных решений.

### Объекты проектирования
ОАО «СПбАЭП» ведёт проектирование следующих объектов:
- блок № 4 с реактором БН-800 для Белоярской АЭС;
- машзал блока № 1 АЭС «Бушер» в Иране с реактором ВВЭР-1000;
- Ленинградская АЭС-2 с реакторами ВВЭР-1200 (в качестве генпроектировщика);
- Балтийская АЭС с реакторами ВВЭР-1200;
- Юго-Западная ТЭЦ в Санкт-Петербурге и другие.

В качестве генерального поектировщика СПбАЭП построил по проекту АЭС-91 и ввёл (в 2007 г.) в эксплуатацию два блока Тяньваньской АЭС в КНР. Разрабатывается проект ещё двух энергоблоков на этой площадке.
Кроме того, СПбАЭП участвует в модернизации и продлении сроков эксплуатации действующих энергоблоков Кольской, Белоярской, Курской, Смоленской, Ленинградской АЭС и других энергетических объектов России.

### Ленинградская АЭС-2 (ЛАЭС-2)
Торжественная закладка капсулы на месте будущей ЛАЭС-2 состоялась 30 августа 2007 года. ЛАЭС-2 — результат эволюционного развития АЭС с ВВЭР-1200 (водо-водяными энергетическими реакторами). В качестве теплоносителя и в качестве замедлителя нейтронов в таком реакторе используется вода. Ближайший аналог — Тяньваньская АЭС в Китае, построенная также по проекту ОАО «СПбАЭП» и сданная в коммерческую эксплуатацию в 2007 году.
Электрическая мощность каждого энергоблока типа ВВЭР определена в 1198,8 МВт, теплофикационная — 250 Гкал/ч. Расчётный срок службы ЛАЭС-2 — 50 лет, основного оборудования — 60 лет. Ввод первого энергоблока запланирован на 2013 год.

### Балтийская АЭС
Сооружение Балтийской АЭС ведётся в рамках соглашения о сотрудничестве между «Росатомом» и правительством Калининградской области. Решающим документом стало подписанное 25 сентября 2009 года распоряжение о строительстве на территории Калининградской области Балтийской атомной станции. Генеральным проектировщиком станции определена инжиниринговая компания ОАО «СПбАЭП».
Проект Балтийской АЭС, состоящей из двух энергоблоков, — это серийный проект атомной электростанции «АЭС-2006» на базе проекта ЛАЭС-2. Балтийская АЭС обеспечит энергетическую независимость Калининградской области.
Электрическая мощность каждого энергоблока Балтийской АЭС с реактором типа ВВЭР-1200 (водо-водяной энергетический реактор) определена в 1198,4 МВт, теплофикационная — 250 Гкал/ч. Расчётный срок службы Балтийской АЭС — 50 лет, основного оборудования — 60 лет. Ввод в действие первого энергоблока запланирован на 2016 год, второго — на 2018 год.

## Обеспечение безопасности
ОАО «СПбАЭП» возводит атомные станции согласно российским и международным требованиям безопасности. При проектировании новых блоков АЭС с реакторами типа ВВЭР применяются четыре активных канала систем безопасности, дублирующих друг друга, системы пассивного отвода тепла из-под оболочки реактора и от парогенераторов, а также устройство локализации расплава. Технические решения согласуются c требованиями Международного агентства по атомной энергии.
Первыми в мировой практике специалисты СПбАЭП запроектировали и установили при строительстве АЭС устройство локализации расплава (ловушка расплава), впервые установленное на Тяньваньской АЭС в Китае. Ловушка расплава располагается непосредственно под самим реактором (на дне шахты реактора) и представляет собой конусообразную металлическую конструкцию общим весом более 800 тонн. Ловушка заполняется специальным, так называемым жертвенным материалом, который позволяет исключить в случае маловероятной, гипотетической аварии (так называемого «Китайского синдрома») воздействие расплавленного топлива на бетонное основание защитной оболочки здания реактора и не даёт возможность радиоактивности выйти за пределы защитной оболочки в окружающую среду. Другая важная функция ловушки — обеспечение подкритичности расплава. В случае аварии расплавленное топливо и обломки элементов конструкции реактора находятся в таких условиях в корпусе ловушки, при которых невозможно возникновение цепной реакции.